# Raoul Iché
Raoul Iché (* 29. September 1945 in Port-Saint-Louis-du-Rhône) ist ein ehemaliger französischer Fußballspieler. Er absolvierte 31 Spiele in der ersten französischen Liga.
Iché begann seine Profi-Karriere 1966 bei Avignon Football. Dort spielte er sechs Jahre lang in der zweiten französischen Liga. Von dort wechselte er zum OSC Lille. Für Lille bestritt er unter anderem 31 Spiele in der ersten französischen Liga. In der zweiten Liga kam er auf insgesamt 245 Einsätze. Nach einer zweijährigen Pause spielte Iché ab 1978 beim SC Orange in der südfranzösischen Stadt Orange. Er spielte für diesen Verein noch fünf Jahre in der dritten Liga, bevor er 1983 seine Karriere beendete.